# Orlando Borrego
 (août 2017).
Orlando Borrego Díaz , né le 3 mars 1936 à Holguín et mort le 26 juin 2021,, est un économiste et homme politique cubain, diplômé des universités de La Havane et de Moscou, ancien guérillero et compagnon de Che Guevara, auquel il consacra plusieurs essais. En juillet 2014, le président vénézuélien Nicolás Maduro le nomme conseiller au sein de sa nouvelle équipe.

## Publications
- El desarrollo de la industria azucarera en Cuba, 1965
- La ciencia de dirección, antecedentes y enfoques actuales, 1987
- El Che en el socialismo, 1989
- « El Che del siglo XXI », Casa de las Américas, no 208, juillet-septembre 1997
- Che, el camino del Fuego, Hombre Nuevo, Buenos Aires, 2001
- Che, recuerdos en ráfagas : anécdotas y otros pasajes, Hombre Nuevo, Buenos Aires, 2003
- El trabajo de dirección en el socialismo : antecedentes y enfoques actuales, Editorial de Ciencias Sociales, La Havane, 2009